# Совхозное (Нестеровский район)
Совхозное (до 1946 — Маттишкемен (нем. Mattischkehmen)) — посёлок в Нестеровском районе Калининградской области. Входит в состав Илюшинского сельского поселения.

## Название
До 1946 года посёлок носил немецкое название Маттишкемен (нем. Mattischkehmen).

## История
Посёлок Маттишкемен впервые упоминается в документах в 1580 году, как уже существовавшее ранее поселение. С 1788 конюшни, расположенные в посёлке, входили в состав Тракененского конезавода, на них содержались жеребцы.
Во время Первой мировой войны посёлок Маттишкемен 20 (7) августа 1914 года оказался в центре Гумбинненского сражения. Через него проходила позиция 27 пехотной дивизии под командованием генерала А. М. Адариди в составе I Русской армии под командованием генерала П. К. Ренненкампфа, а сам посёлок был занят 106-м Уфимским пехотным полком.
В течение всего дня части Русской Императорской армии в районе посёлка сдерживали натиск германского 17 армейского корпуса под командованием генерала Августа фон Макензена. К концу дня русские полки пошли в контратаку и опрокинули противника. Итогом боя в районе посёлка Маттишкемен стал разгром центра 8 Германской армии под командованием генерала Максимилиана фон Притвица, который в результате принял решение отступить за Вислу. В ходе сражения посёлок получил повреждения.
Результатом сражения стала переброска германских резервов с Западного фронта и спасение Франции от поражения в Битве на Марнеи капитуляции, что привело к срыву германского плана молниеносной войны и поражению Германии и её союзников в войне.
В 1,5 километрах к северу от Совхозного находится самое крупное воинское захоронение Первой Мировой войны в Калининградской области — воинский мемориал «Маттишкемен». Этот мемориал является крупнейшим в России на местах боёв ПМВ. Здесь покоятся 438 русских и 646 германских воинов, павших в Гумбинненском сражении. Ежегодно, с 2010 года, на мемориале «Маттишкемен» в начале августа и 11 ноября проводятся памятные мероприятия, посвященные Гумбинненскому сражению и окончанию Первой мировой войны.В 2010 году посёлок посещал военный атташе Посольства Франции в России Дени Морель и Наталия Нарочницкая, в 2011 году военный атташе Посольства Франции в России Эрик Фурно, в 2012-м Стефан Фраппа, почетный консул Франции в Калининграде и Гийом Шоке, вице-консул Бельгии в Санкт-Петербурге, в 2014 году российский режиссёр Сергей Дебижев.
В 2014 году Калининградским отделением ВООПИиК была разработана архитектурная концепция музея-заповедника «Гумбинненское поле», предусматривающая создание в районе посёлка Совхозное административного центра будущего музея и размещение его экспозиции, установку памятника победе русской армии в ГУмбинненском сражении. Концепция была представлена в Калининграде Патриарху Кириллу и получила его благословение.

## Население
| 1910 | 2002 | 2010 |
| ---- | ---- | ---- |
| 261  | ↘111 | ↘110 |